# 1566
Portal Geschichte | Portal Biografien | Aktuelle Ereignisse | Jahreskalender | Tagesartikel

◄ |
15. Jahrhundert |
16. Jahrhundert
| 17. Jahrhundert | ►

◄ |
1530er |
1540er |
1550er |
1560er
| 1570er | 1580er | 1590er | ►

◄◄ |
◄ |
1562 |
1563 |
1564 |
1565 |
1566
| 1567 | 1568 | 1569 | 1570 | ► | ►►
Staatsoberhäupter  · Nekrolog   · Musikjahr
| Januar | Januar | Januar | Januar | Januar | Januar | Januar | Januar |
| Kw     | Mo     | Di     | Mi     | Do     | Fr     | Sa     | So     |
| 1      |        | 1      | 2      | 3      | 4      | 5      | 6      |
| 2      | 7      | 8      | 9      | 10     | 11     | 12     | 13     |
| 3      | 14     | 15     | 16     | 17     | 18     | 19     | 20     |
| 4      | 21     | 22     | 23     | 24     | 25     | 26     | 27     |
| 5      | 28     | 29     | 30     | 31     |        |        |        |
| ------ | ------ | ------ | ------ | ------ | ------ | ------ | ------ |

| Februar | Februar | Februar | Februar | Februar | Februar | Februar | Februar |
| Kw      | Mo      | Di      | Mi      | Do      | Fr      | Sa      | So      |
| 5       |         |         |         |         | 1       | 2       | 3       |
| 6       | 4       | 5       | 6       | 7       | 8       | 9       | 10      |
| 7       | 11      | 12      | 13      | 14      | 15      | 16      | 17      |
| 8       | 18      | 19      | 20      | 21      | 22      | 23      | 24      |
| 9       | 25      | 26      | 27      | 28      |         |         |         |
| ------- | ------- | ------- | ------- | ------- | ------- | ------- | ------- |

| März | März | März | März | März | März | März | März |
| Kw   | Mo   | Di   | Mi   | Do   | Fr   | Sa   | So   |
| 9    |      |      |      |      | 1    | 2    | 3    |
| 10   | 4    | 5    | 6    | 7    | 8    | 9    | 10   |
| 11   | 11   | 12   | 13   | 14   | 15   | 16   | 17   |
| 12   | 18   | 19   | 20   | 21   | 22   | 23   | 24   |
| 13   | 25   | 26   | 27   | 28   | 29   | 30   | 31   |
| ---- | ---- | ---- | ---- | ---- | ---- | ---- | ---- |

| April | April | April | April | April | April | April | April |
| Kw    | Mo    | Di    | Mi    | Do    | Fr    | Sa    | So    |
| 14    | 1     | 2     | 3     | 4     | 5     | 6     | 7     |
| 15    | 8     | 9     | 10    | 11    | 12    | 13    | 14    |
| 16    | 15    | 16    | 17    | 18    | 19    | 20    | 21    |
| 17    | 22    | 23    | 24    | 25    | 26    | 27    | 28    |
| 18    | 29    | 30    |       |       |       |       |       |
| ----- | ----- | ----- | ----- | ----- | ----- | ----- | ----- |

| Mai | Mai | Mai | Mai | Mai | Mai | Mai | Mai |
| Kw  | Mo  | Di  | Mi  | Do  | Fr  | Sa  | So  |
| 18  |     |     | 1   | 2   | 3   | 4   | 5   |
| 19  | 6   | 7   | 8   | 9   | 10  | 11  | 12  |
| 20  | 13  | 14  | 15  | 16  | 17  | 18  | 19  |
| 21  | 20  | 21  | 22  | 23  | 24  | 25  | 26  |
| 22  | 27  | 28  | 29  | 30  | 31  |     |     |
| --- | --- | --- | --- | --- | --- | --- | --- |

| Juni | Juni | Juni | Juni | Juni | Juni | Juni | Juni |
| Kw   | Mo   | Di   | Mi   | Do   | Fr   | Sa   | So   |
| 22   |      |      |      |      |      | 1    | 2    |
| 23   | 3    | 4    | 5    | 6    | 7    | 8    | 9    |
| 24   | 10   | 11   | 12   | 13   | 14   | 15   | 16   |
| 25   | 17   | 18   | 19   | 20   | 21   | 22   | 23   |
| 26   | 24   | 25   | 26   | 27   | 28   | 29   | 30   |
| ---- | ---- | ---- | ---- | ---- | ---- | ---- | ---- |

| Juli | Juli | Juli | Juli | Juli | Juli | Juli | Juli |
| Kw   | Mo   | Di   | Mi   | Do   | Fr   | Sa   | So   |
| 27   | 1    | 2    | 3    | 4    | 5    | 6    | 7    |
| 28   | 8    | 9    | 10   | 11   | 12   | 13   | 14   |
| 29   | 15   | 16   | 17   | 18   | 19   | 20   | 21   |
| 30   | 22   | 23   | 24   | 25   | 26   | 27   | 28   |
| 31   | 29   | 30   | 31   |      |      |      |      |
| ---- | ---- | ---- | ---- | ---- | ---- | ---- | ---- |

| August | August | August | August | August | August | August | August |
| Kw     | Mo     | Di     | Mi     | Do     | Fr     | Sa     | So     |
| 31     |        |        |        | 1      | 2      | 3      | 4      |
| 32     | 5      | 6      | 7      | 8      | 9      | 10     | 11     |
| 33     | 12     | 13     | 14     | 15     | 16     | 17     | 18     |
| 34     | 19     | 20     | 21     | 22     | 23     | 24     | 25     |
| 35     | 26     | 27     | 28     | 29     | 30     | 31     |        |
| ------ | ------ | ------ | ------ | ------ | ------ | ------ | ------ |

| September | September | September | September | September | September | September | September |
| Kw        | Mo        | Di        | Mi        | Do        | Fr        | Sa        | So        |
| 35        |           |           |           |           |           |           | 1         |
| 36        | 2         | 3         | 4         | 5         | 6         | 7         | 8         |
| 37        | 9         | 10        | 11        | 12        | 13        | 14        | 15        |
| 38        | 16        | 17        | 18        | 19        | 20        | 21        | 22        |
| 39        | 23        | 24        | 25        | 26        | 27        | 28        | 29        |
| 40        | 30        |           |           |           |           |           |           |
| --------- | --------- | --------- | --------- | --------- | --------- | --------- | --------- |

| Oktober | Oktober | Oktober | Oktober | Oktober | Oktober | Oktober | Oktober |
| Kw      | Mo      | Di      | Mi      | Do      | Fr      | Sa      | So      |
| 40      |         | 1       | 2       | 3       | 4       | 5       | 6       |
| 41      | 7       | 8       | 9       | 10      | 11      | 12      | 13      |
| 42      | 14      | 15      | 16      | 17      | 18      | 19      | 20      |
| 43      | 21      | 22      | 23      | 24      | 25      | 26      | 27      |
| 44      | 28      | 29      | 30      | 31      |         |         |         |
| ------- | ------- | ------- | ------- | ------- | ------- | ------- | ------- |

| November | November | November | November | November | November | November | November |
| Kw       | Mo       | Di       | Mi       | Do       | Fr       | Sa       | So       |
| 44       |          |          |          |          | 1        | 2        | 3        |
| 45       | 4        | 5        | 6        | 7        | 8        | 9        | 10       |
| 46       | 11       | 12       | 13       | 14       | 15       | 16       | 17       |
| 47       | 18       | 19       | 20       | 21       | 22       | 23       | 24       |
| 48       | 25       | 26       | 27       | 28       | 29       | 30       |          |
| -------- | -------- | -------- | -------- | -------- | -------- | -------- | -------- |

| Dezember | Dezember | Dezember | Dezember | Dezember | Dezember | Dezember | Dezember |
| Kw       | Mo       | Di       | Mi       | Do       | Fr       | Sa       | So       |
| 48       |          |          |          |          |          |          | 1        |
| 49       | 2        | 3        | 4        | 5        | 6        | 7        | 8        |
| 50       | 9        | 10       | 11       | 12       | 13       | 14       | 15       |
| 51       | 16       | 17       | 18       | 19       | 20       | 21       | 22       |
| 52       | 23       | 24       | 25       | 26       | 27       | 28       | 29       |
| 1        | 30       | 31       |          |          |          |          |          |
| -------- | -------- | -------- | -------- | -------- | -------- | -------- | -------- |

| Januar | Januar | Januar | Januar | Januar | Januar | Januar | Januar |
| Kw     | Mo     | Di     | Mi     | Do     | Fr     | Sa     | So     |
| 1      |        | 1      | 2      | 3      | 4      | 5      | 6      |
| 2      | 7      | 8      | 9      | 10     | 11     | 12     | 13     |
| 3      | 14     | 15     | 16     | 17     | 18     | 19     | 20     |
| 4      | 21     | 22     | 23     | 24     | 25     | 26     | 27     |
| 5      | 28     | 29     | 30     | 31     |        |        |        |
| ------ | ------ | ------ | ------ | ------ | ------ | ------ | ------ |

| Februar | Februar | Februar | Februar | Februar | Februar | Februar | Februar |
| Kw      | Mo      | Di      | Mi      | Do      | Fr      | Sa      | So      |
| 5       |         |         |         |         | 1       | 2       | 3       |
| 6       | 4       | 5       | 6       | 7       | 8       | 9       | 10      |
| 7       | 11      | 12      | 13      | 14      | 15      | 16      | 17      |
| 8       | 18      | 19      | 20      | 21      | 22      | 23      | 24      |
| 9       | 25      | 26      | 27      | 28      |         |         |         |
| ------- | ------- | ------- | ------- | ------- | ------- | ------- | ------- |

| März | März | März | März | März | März | März | März |
| Kw   | Mo   | Di   | Mi   | Do   | Fr   | Sa   | So   |
| 9    |      |      |      |      | 1    | 2    | 3    |
| 10   | 4    | 5    | 6    | 7    | 8    | 9    | 10   |
| 11   | 11   | 12   | 13   | 14   | 15   | 16   | 17   |
| 12   | 18   | 19   | 20   | 21   | 22   | 23   | 24   |
| 13   | 25   | 26   | 27   | 28   | 29   | 30   | 31   |
| ---- | ---- | ---- | ---- | ---- | ---- | ---- | ---- |

| April | April | April | April | April | April | April | April |
| Kw    | Mo    | Di    | Mi    | Do    | Fr    | Sa    | So    |
| 14    | 1     | 2     | 3     | 4     | 5     | 6     | 7     |
| 15    | 8     | 9     | 10    | 11    | 12    | 13    | 14    |
| 16    | 15    | 16    | 17    | 18    | 19    | 20    | 21    |
| 17    | 22    | 23    | 24    | 25    | 26    | 27    | 28    |
| 18    | 29    | 30    |       |       |       |       |       |
| ----- | ----- | ----- | ----- | ----- | ----- | ----- | ----- |

| Mai | Mai | Mai | Mai | Mai | Mai | Mai | Mai |
| Kw  | Mo  | Di  | Mi  | Do  | Fr  | Sa  | So  |
| 18  |     |     | 1   | 2   | 3   | 4   | 5   |
| 19  | 6   | 7   | 8   | 9   | 10  | 11  | 12  |
| 20  | 13  | 14  | 15  | 16  | 17  | 18  | 19  |
| 21  | 20  | 21  | 22  | 23  | 24  | 25  | 26  |
| 22  | 27  | 28  | 29  | 30  | 31  |     |     |
| --- | --- | --- | --- | --- | --- | --- | --- |

| Juni | Juni | Juni | Juni | Juni | Juni | Juni | Juni |
| Kw   | Mo   | Di   | Mi   | Do   | Fr   | Sa   | So   |
| 22   |      |      |      |      |      | 1    | 2    |
| 23   | 3    | 4    | 5    | 6    | 7    | 8    | 9    |
| 24   | 10   | 11   | 12   | 13   | 14   | 15   | 16   |
| 25   | 17   | 18   | 19   | 20   | 21   | 22   | 23   |
| 26   | 24   | 25   | 26   | 27   | 28   | 29   | 30   |
| ---- | ---- | ---- | ---- | ---- | ---- | ---- | ---- |

| Juli | Juli | Juli | Juli | Juli | Juli | Juli | Juli |
| Kw   | Mo   | Di   | Mi   | Do   | Fr   | Sa   | So   |
| 27   | 1    | 2    | 3    | 4    | 5    | 6    | 7    |
| 28   | 8    | 9    | 10   | 11   | 12   | 13   | 14   |
| 29   | 15   | 16   | 17   | 18   | 19   | 20   | 21   |
| 30   | 22   | 23   | 24   | 25   | 26   | 27   | 28   |
| 31   | 29   | 30   | 31   |      |      |      |      |
| ---- | ---- | ---- | ---- | ---- | ---- | ---- | ---- |

| August | August | August | August | August | August | August | August |
| Kw     | Mo     | Di     | Mi     | Do     | Fr     | Sa     | So     |
| 31     |        |        |        | 1      | 2      | 3      | 4      |
| 32     | 5      | 6      | 7      | 8      | 9      | 10     | 11     |
| 33     | 12     | 13     | 14     | 15     | 16     | 17     | 18     |
| 34     | 19     | 20     | 21     | 22     | 23     | 24     | 25     |
| 35     | 26     | 27     | 28     | 29     | 30     | 31     |        |
| ------ | ------ | ------ | ------ | ------ | ------ | ------ | ------ |

| September | September | September | September | September | September | September | September |
| Kw        | Mo        | Di        | Mi        | Do        | Fr        | Sa        | So        |
| 35        |           |           |           |           |           |           | 1         |
| 36        | 2         | 3         | 4         | 5         | 6         | 7         | 8         |
| 37        | 9         | 10        | 11        | 12        | 13        | 14        | 15        |
| 38        | 16        | 17        | 18        | 19        | 20        | 21        | 22        |
| 39        | 23        | 24        | 25        | 26        | 27        | 28        | 29        |
| 40        | 30        |           |           |           |           |           |           |
| --------- | --------- | --------- | --------- | --------- | --------- | --------- | --------- |

| Oktober | Oktober | Oktober | Oktober | Oktober | Oktober | Oktober | Oktober |
| Kw      | Mo      | Di      | Mi      | Do      | Fr      | Sa      | So      |
| 40      |         | 1       | 2       | 3       | 4       | 5       | 6       |
| 41      | 7       | 8       | 9       | 10      | 11      | 12      | 13      |
| 42      | 14      | 15      | 16      | 17      | 18      | 19      | 20      |
| 43      | 21      | 22      | 23      | 24      | 25      | 26      | 27      |
| 44      | 28      | 29      | 30      | 31      |         |         |         |
| ------- | ------- | ------- | ------- | ------- | ------- | ------- | ------- |

| November | November | November | November | November | November | November | November |
| Kw       | Mo       | Di       | Mi       | Do       | Fr       | Sa       | So       |
| 44       |          |          |          |          | 1        | 2        | 3        |
| 45       | 4        | 5        | 6        | 7        | 8        | 9        | 10       |
| 46       | 11       | 12       | 13       | 14       | 15       | 16       | 17       |
| 47       | 18       | 19       | 20       | 21       | 22       | 23       | 24       |
| 48       | 25       | 26       | 27       | 28       | 29       | 30       |          |
| -------- | -------- | -------- | -------- | -------- | -------- | -------- | -------- |

| Dezember | Dezember | Dezember | Dezember | Dezember | Dezember | Dezember | Dezember |
| Kw       | Mo       | Di       | Mi       | Do       | Fr       | Sa       | So       |
| 48       |          |          |          |          |          |          | 1        |
| 49       | 2        | 3        | 4        | 5        | 6        | 7        | 8        |
| 50       | 9        | 10       | 11       | 12       | 13       | 14       | 15       |
| 51       | 16       | 17       | 18       | 19       | 20       | 21       | 22       |
| 52       | 23       | 24       | 25       | 26       | 27       | 28       | 29       |
| 1        | 30       | 31       |          |          |          |          |          |
| -------- | -------- | -------- | -------- | -------- | -------- | -------- | -------- |

## Ereignisse

### Politik und Weltgeschehen

#### Achtzigjähriger Krieg
- 5. April: Eine Petition des niederländischen Adels an Margarethe von Parma um Milderung der Religionsedikte und Aufhebung der Inquisition und Beendigung der Verfolgung der Protestanten sowie die  Wiederherstellung ihrer ständischen Freiheiten (Adelskompross von Breda) wird von der spanischen Statthalterin weitgehend positiv angenommen mit dem Versprechen, das Edikt an König Philipp von Spanien weiterzuleiten. Bei der Übergabe flüstert Graf Charles de Berlaymont der Margarethe von Parma angeblich ins Ohr, „Sie solle sich nicht vor einem Haufen Bettler (gueux) fürchten“. Dieser Haufen besteht zu diesem Zeitpunkt aus zweihundert Berittenen, die friedlich in Brüssel eingezogen sind, um die Bittschrift zu übergeben. Während eines darauf folgenden Festes der Bittsteller wird die Bezeichnung Geusen für die im Freiheitskampf verbündeten Mitglieder durch Heinrich von Brederode vorgeschlagen und von den Versammelten übernommen. Hierbei anwesend sind auch Wilhelm I. von Oranien sowie die Grafen Lamoral von Egmond und Philippe de Montmorency, Graf von Horn.  Als sichtbares Zeichen des Bundes tragen die Mitglieder, während sie in Brüssel verweilten, graue Bettlergewänder.
- 10. August: Als Auftakt zum niederländischen Unabhängigkeitskrieg zerstören Protestanten religiöse Bilder in einer Kapelle in Steenvoorde. Dem Beispiel folgen bis zum Oktober anhaltende weitere Aktionen in katholischen Kirchen in Flandern.

#### Heiliges Römisches Reich
- 10. Mai: Die angeklagten bayerischen Adeligen der sogenannten Ortenburger Adelsverschwörung werden nach der Unterzeichnung einer Erklärung von ihrer Anklage auf dem Reichstag zu Augsburg freigesprochen.
- 24. Dezember:  Nachdem die Reichsacht gegen den ernestinischen Herzog Johann Friedrich II. ausgesprochen worden ist, beginnt Kurfürst August von Sachsen an der Spitze eines Heeres von 5.489 Reitern und 31 Fähnlein Fußvolk die Belagerung der herzoglich-sächsischen Residenz Gotha.
- Auf dem Reichstag zu Augsburg findet Kaiser Maximilian II. (HRR) keine Mehrheit dafür, den besonders in der Pfalz gehuldigten Calvinismus aus Deutschland zu vertreiben. Die Versammlung verabschiedet die „Augsburger Reichsmünzordnung“, welche für längere Zeit Stabilität im Geldwesen bringt.

#### Osmanisches Reich
- Genua verliert die griechische Insel Chios an die Osmanen.
- Die Belagerung von Szigetvár durch die Truppen des Osmanischen Reiches dauert vom 6. August bis 8. September und endet nach zähem Kampf mit der türkischen Einnahme der Burg. Während der Belagerung stirbt Sultan Süleyman der Prächtige. Nach seinem Tod wird Selim II. (genannt Mest „der Trunkene“) Sultan des Osmanischen Reichs.

#### Südeuropa
- 28. März: Sechs Monate nach dem Ende der Belagerung von Malta durch die Osmanen legt Jean de la Valette, Großmeister des Malteserordens, den Grundstein für die hinter dem Fort St Elmo gelegene Festungsstadt Valletta. Die Planungen für die geometrische Anlage der Befestigungsmauern und des rechtwinkligen Straßennetzes stammen von dem italienischen Architekten und Festungsbaumeister Francesco Laparelli. Der Entwurf und die Fertigstellung der einzelnen Festungselemente werden weitgehend dem maltesischen Assistenten Laparellis, Gerolamo Cassar, überlassen.

#### Schottland
- 24. Februar: James Hepburn, 4. Earl of Bothwell, Günstling der schottischen Königin Maria Stuart, heiratet auf deren ausdrückliches Geheiß Jean Gordon, die Tochter des früheren Aufständischen George Gordon, 4. Earl of Huntly.

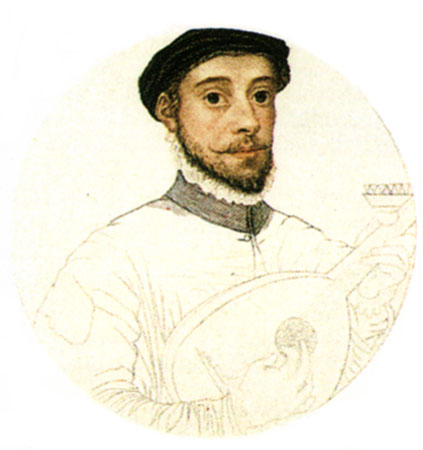
David Rizzio

- 9. März: Eine Gruppe schottischer Adeliger dringt in die Privatgemächer von Maria Stuart in Holyrood Palace ein und ermordet vor den Augen der schwangeren Königin deren Privatsekretär und Günstling David Rizzio. Der aus Italien stammende Katholik hat den Hass des protestantischen Adels auf sich gezogen, indem er zunehmend das Vertrauen der Königin gewann. Anführer der Mörder ist Marias Ehemann Henry Stuart, Lord Darnley, den die Attentäter davon überzeugen konnten, dass Rizzio Marias Geliebter wäre. Maria Stuart wird unter Hausarrest gestellt. Wenig später wird sie von ihrem wankelmütigen Gemahl jedoch befreit und die beiden fliehen nach Dunbar.
- 19. Juni: Maria Stuart bringt in Edinburgh Castle ihren Sohn James zur Welt. Wenig später flieht Lord Darnley nach Glasgow, als Mordgerüchte gegen seine Person aufkommen, kehrt aber auf Wunsch seiner Gattin bald wieder nach Edinburgh zurück.
- Dezember: Mehrere schottische Adelige, unter ihnen James Hepburn, 4. Earl of Bothwell, George Gordon, 5. Earl of Huntly, James Douglas, 4. Earl of Morton, und Staatssekretär William Maitland, treffen sich in Craigmillar Castle, einem Schloss der Familie Douglas in Edinburgh, und unterzeichnen den Craigmillar-Bond, der die geplante Ermordung von Maria Stuarts Ehemann Henry Stuart, Lord Darnleys, besiegelt.

### Wissenschaft und Technik

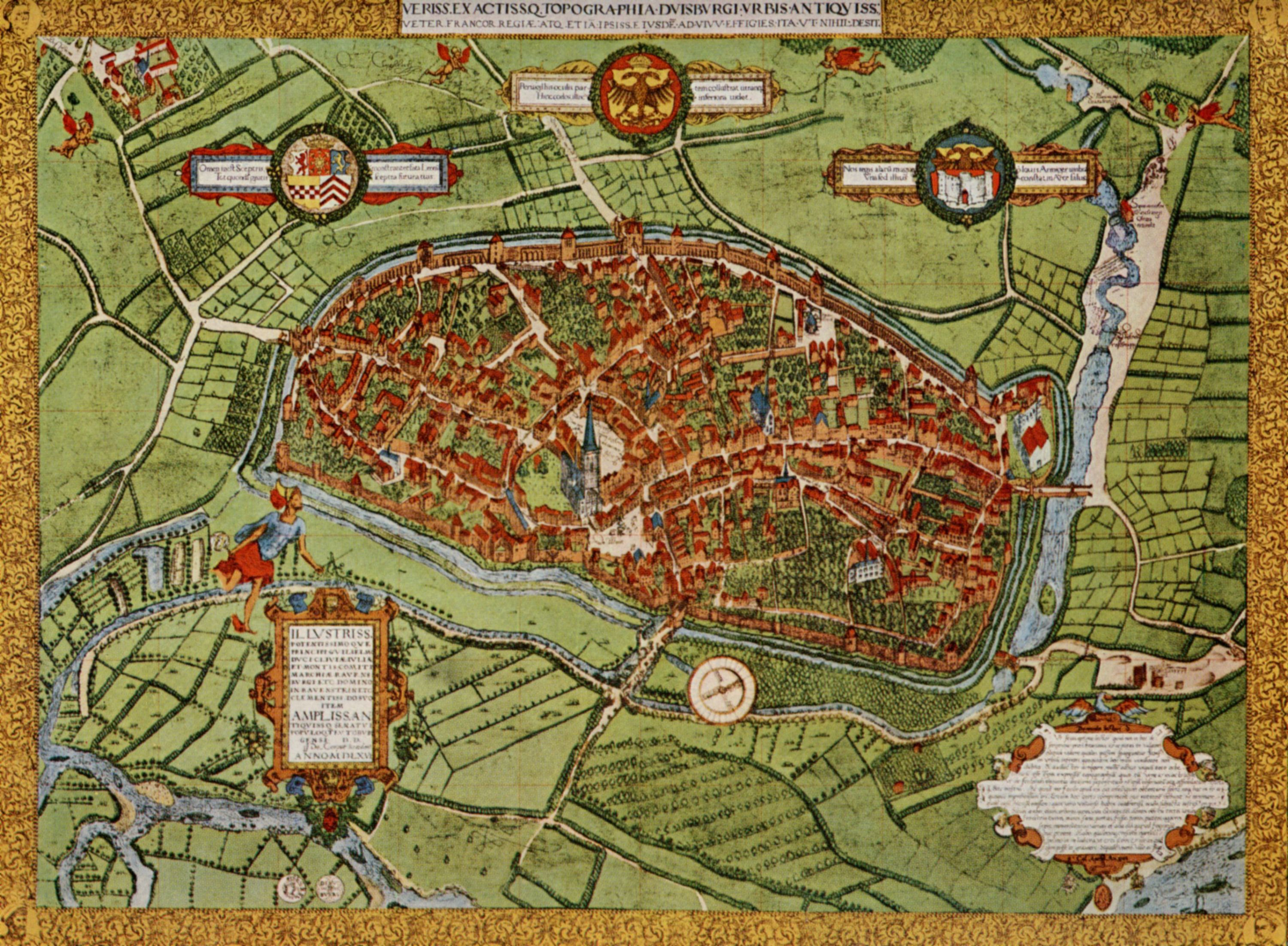
Der Corputius-Plan von 1566 zeigt Duisburg nach exakten geografischen Messungen.

- 25. März: Johannes Corputius veröffentlicht den nach ihm benannten Plan der Stadt Duisburg aus der Vogelperspektive.
- Noe Meurer veröffentlicht seine Practica von deß Cammer Gerichts-Ordnung vnd Proceß, der ersten systematischen Darstellung des Prozesses vor dem Reichskammergericht.

### Kultur

#### Jacopo Tintoretto

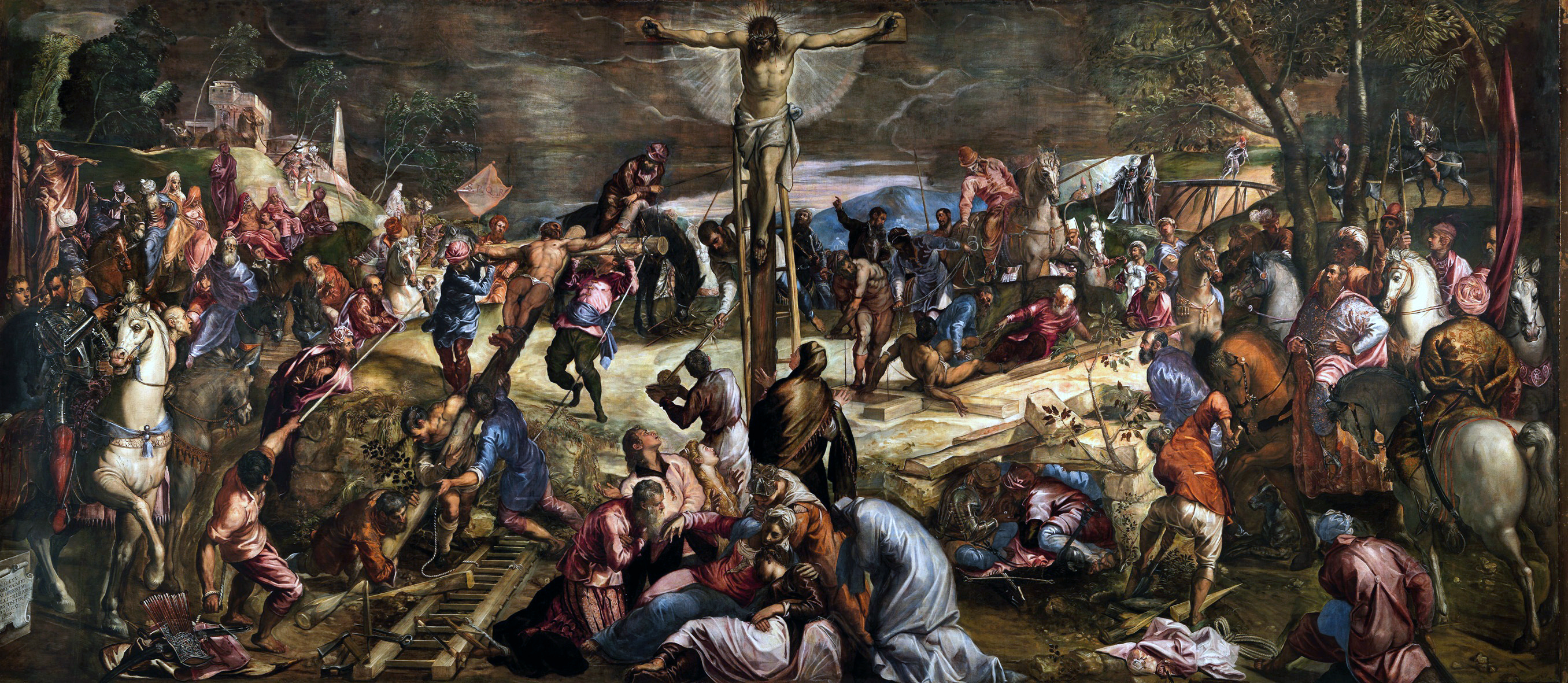
Tintoretto: Kreuzigung

Der venezianische Maler Jacopo Tintoretto stellt in Öl auf Leinwand das Werk Die Kreuzigung fertig. Das Gemälde, für das Tintoretto am 9. März 250 Dukaten ausbezahlt bekommt, wird sofort berühmt. Es bildet den Höhepunkt eines Passionszyklus, zu dem auch die Gemälde Christus vor Pilatus, Die Dornenkrönung und Gang zum Kalvarienberg gehören.

#### Giuseppe Arcimboldo
Der Renaissancemaler Giuseppe Arcimboldo, Hofmaler Kaiser Maximilians II. in Wien, fertigt in Öl auf Leinwand das Gemälde Der Jurist, das möglicherweise Johannes Calvin, wahrscheinlicher aber Johann Ulrich Zasius darstellt, der zu diesem Zeitpunkt die kaiserlichen Hoffinanzen verwaltet.
Arcimboldo fertigt für Kaiser Maximilian II. überdies die Gemäldeserie Vier Elemente. Es sind – ebenso wie Der Jurist – sogenannte Kompositköpfe: Jeder Kopf setzt sich aus für das jeweilige Element typischen Gegenständen oder Tieren zusammen: Vögel bei Luft, Fackeln, Kerzen, Kanonen usw. bei Feuer, Säugetiere bei Erde und Meerestiere bei Wasser. Die Bilder sind als Brustbilder im Profil dargestellt, wobei je zwei Köpfe nach rechts und links blicken. Die vier Bilder korrespondieren mit den 1563 entstandenen Bildern der Vier Jahreszeiten.

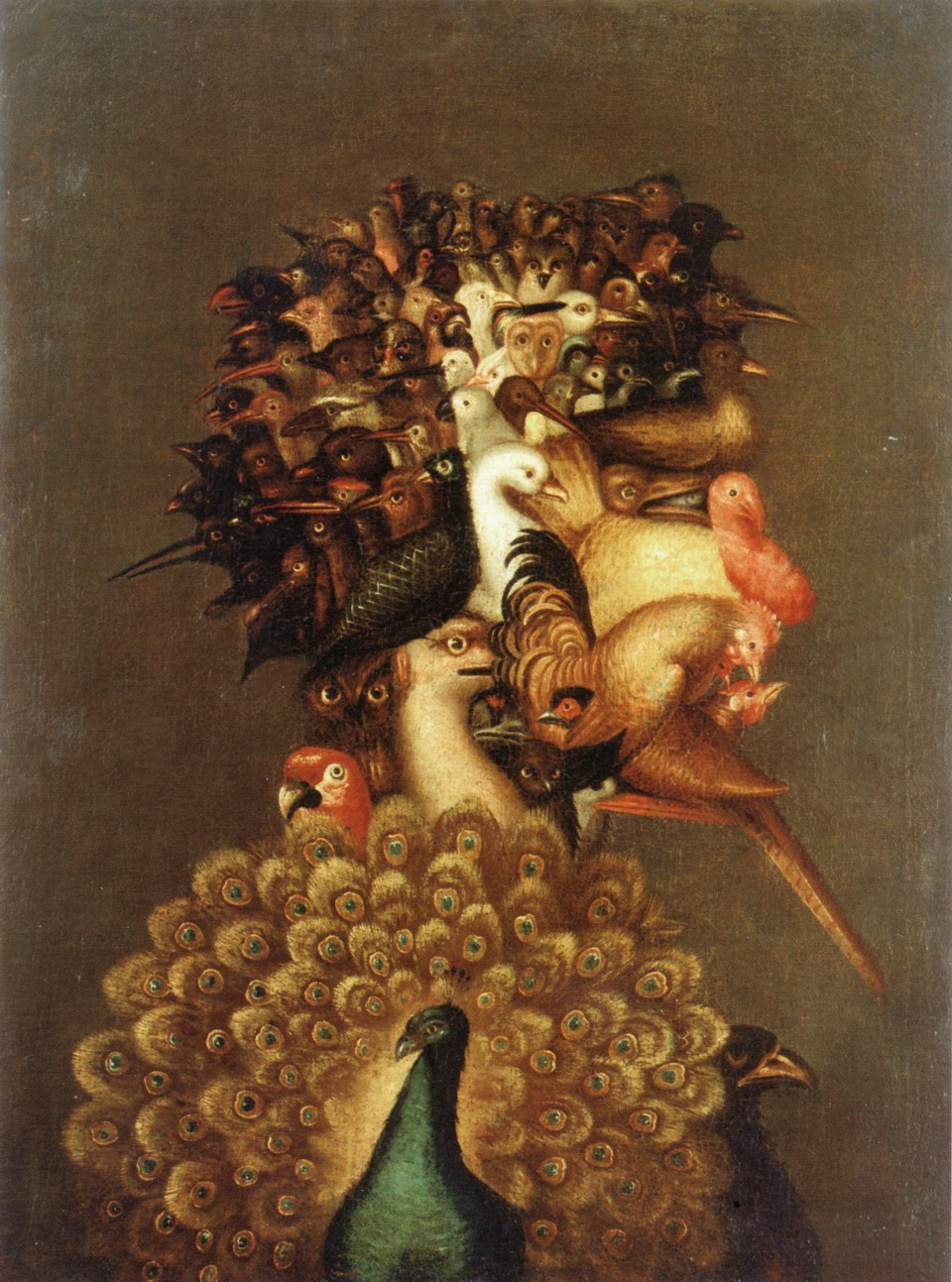
Die Luft (Kopie)
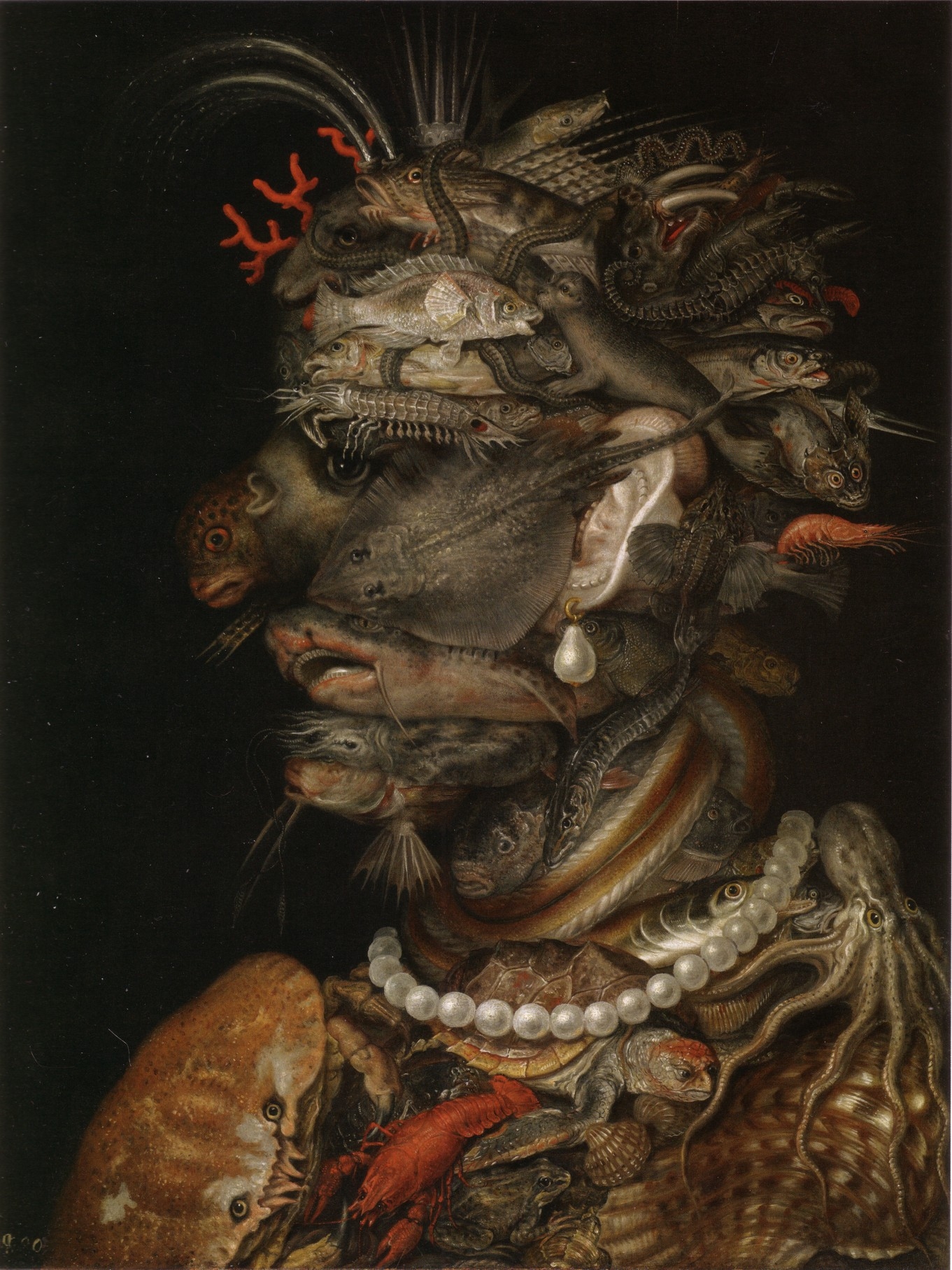
Das Wasser
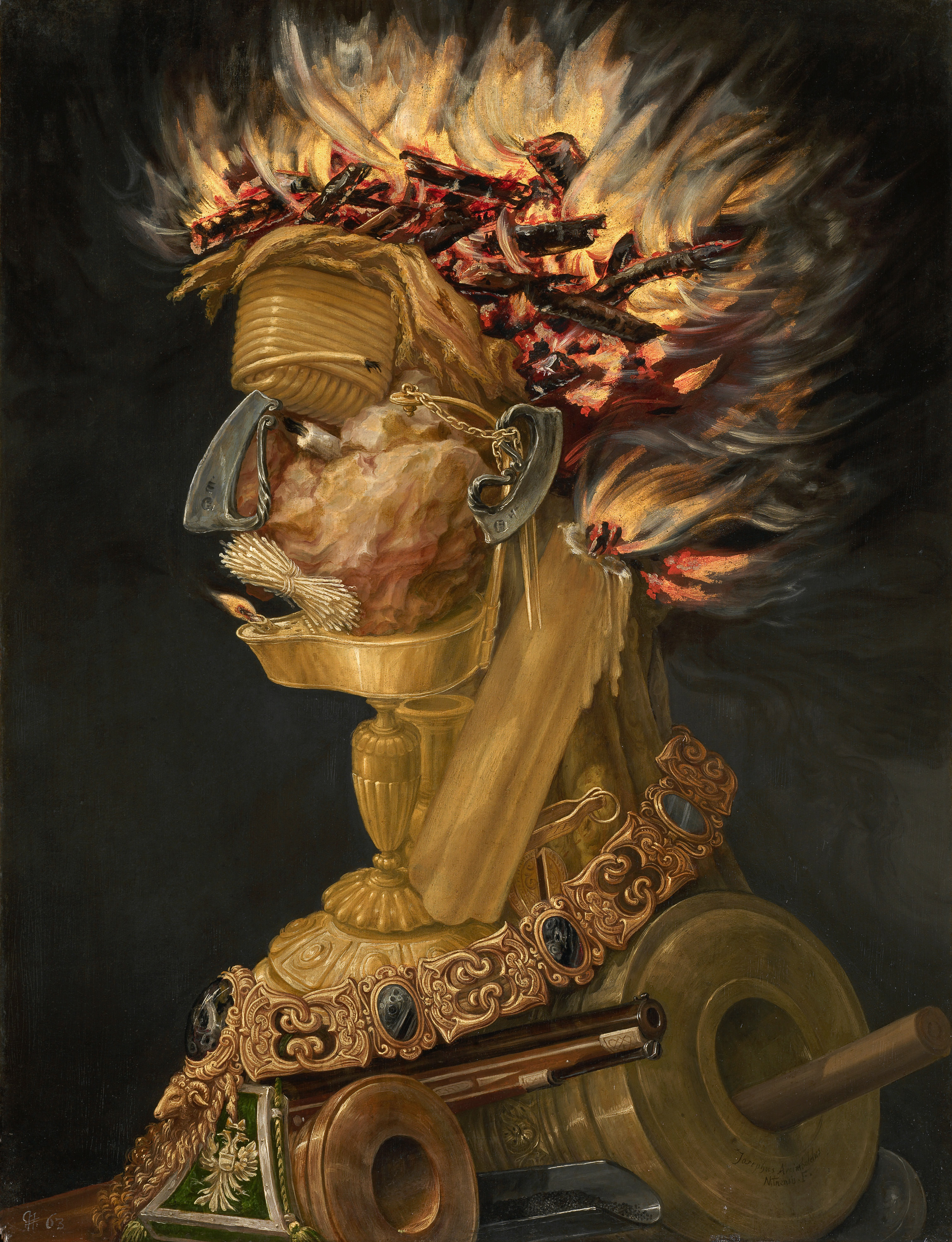
Das Feuer
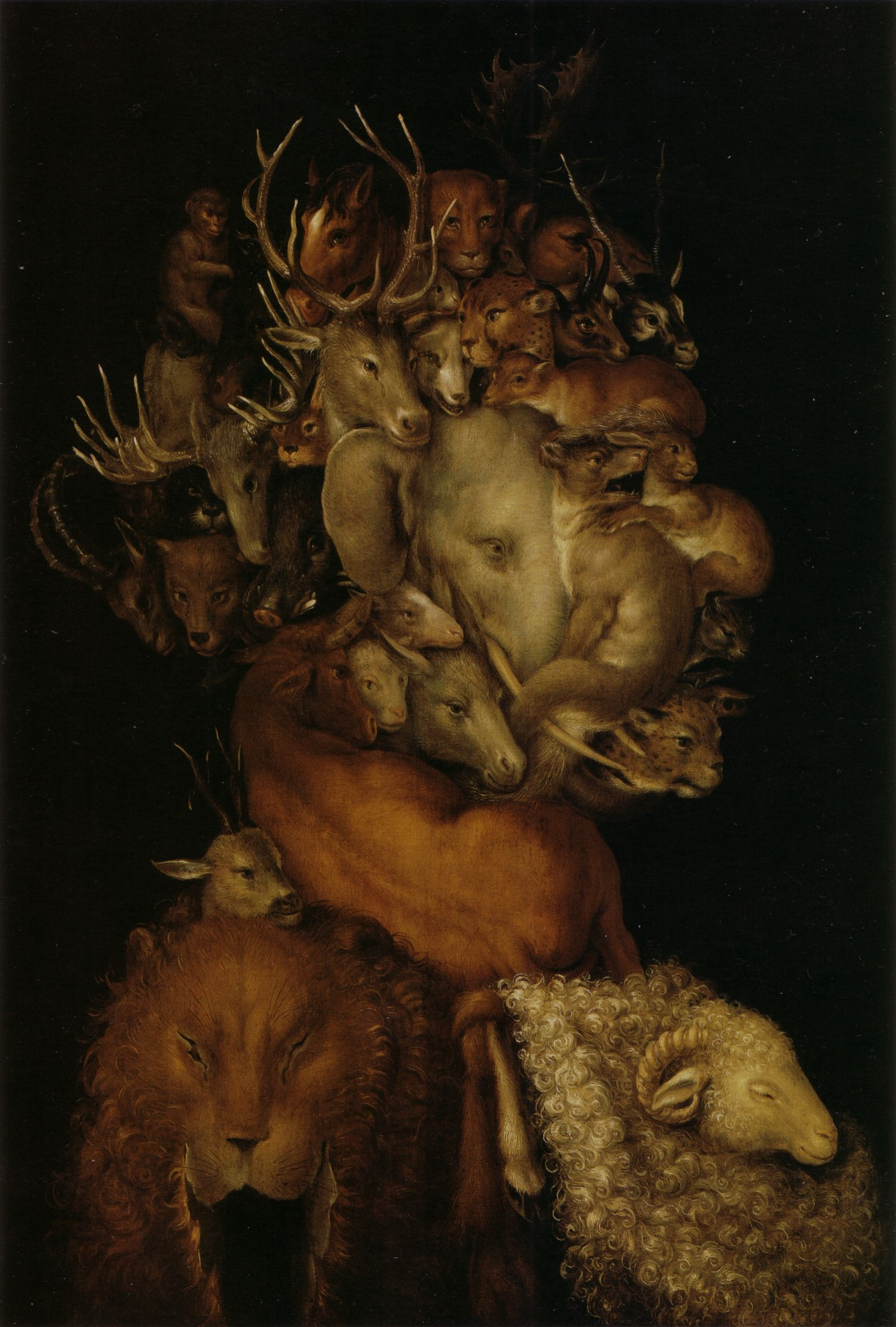
Die Erde

#### Pieter Bruegel

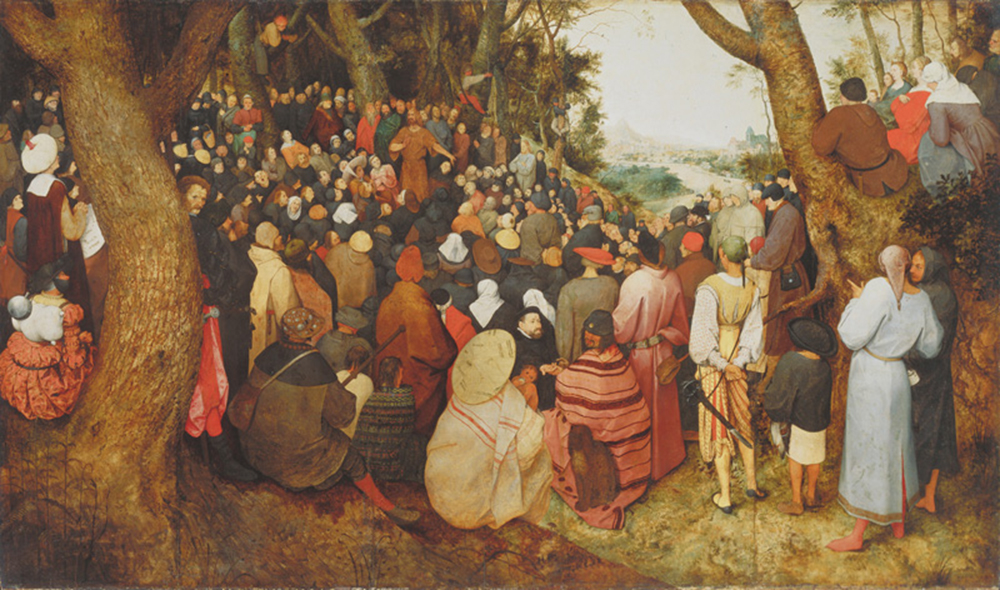
Die Predigt Johannes des Täufers

Der Niederländische Renaissancemaler Pieter Bruegel der Ältere malt mit Öl auf Eichenholz das Gemälde Die Predigt Johannes des Täufers. Das Bild nach einer Szene aus den Evangelien nach Matthäus und Lukas zeigt die Predigt Johannes des Täufers, der eben auf seinen Nachfolger Jesus verweist.

Die Volkszählung zu Bethlehem

Ein weiteres Ölgemälde Bruegels aus diesem Jahr ist Die Volkszählung zu Bethlehem. Der Künstler verlegt das biblische Geschehen in ein winterliches flämisches Dorf.

### Religion

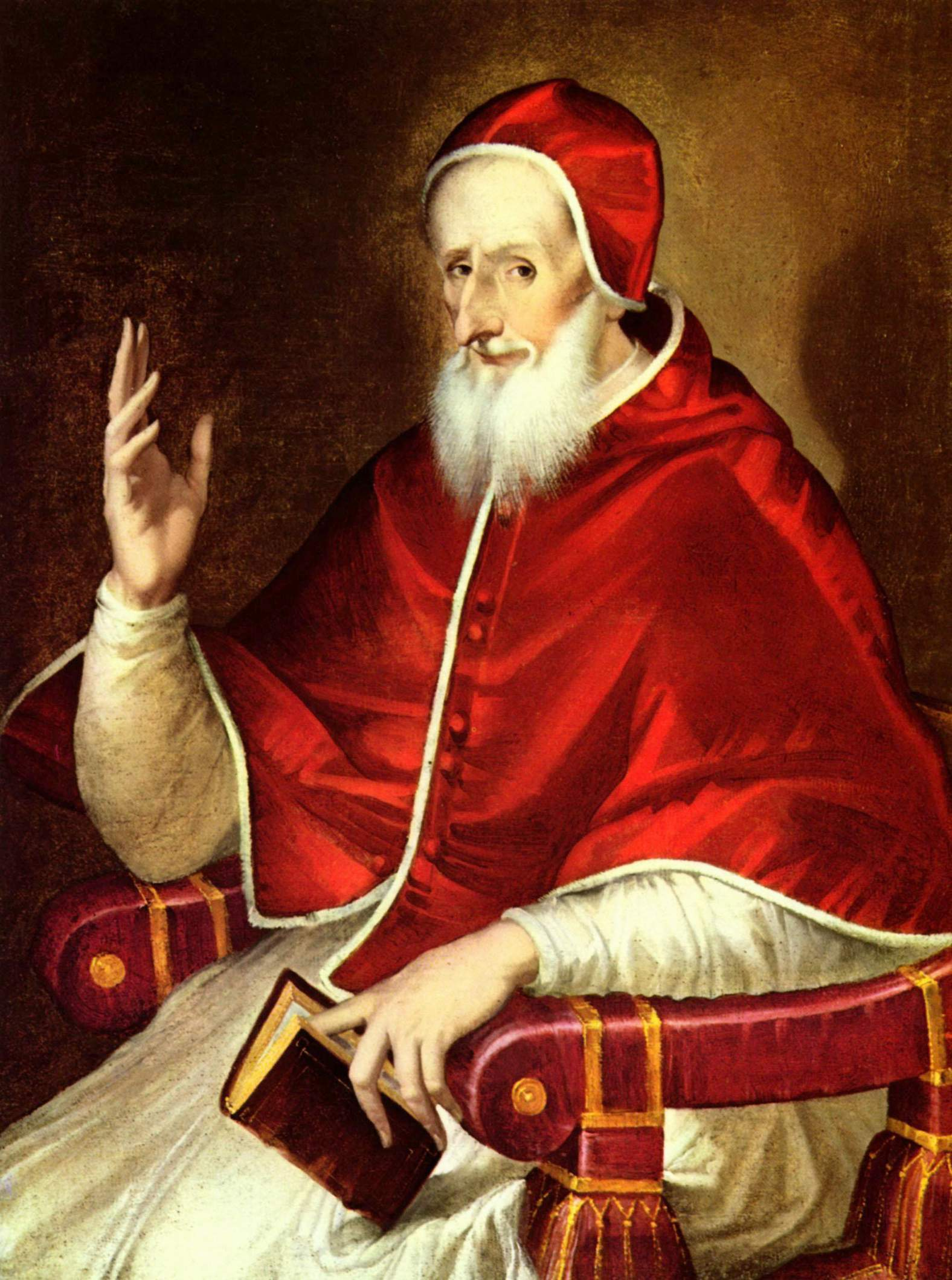
Pius V. in einer Darstellung von El Greco

- 7. Januar: Das Konklave wählt Großinquisitor Antonio Michele Ghislieri als Nachfolger des Ende des Vorjahres verstorbenen Pius IV. zum Papst. Er nimmt den Namen Pius V. an. Sein vorbildlicher Lebenswandel, seine Bescheidenheit und Einfachheit, aber auch sein Eifer und die Neigung, sich für alle Belange der Menschen zu interessieren, zusammen mit seinen Reformen nicht nur die Kirche betreffend, bringen ihm bald die Verehrung des Volkes ein, das anfangs über die Wahl eines als unerbittlich geltenden Repräsentanten der Inquisition entsetzt ist.
- 18. Oktober: Noch keine zwölf Jahre alt wird Ernst von Bayern zum Bischof von Freising gewählt. Papst Pius V. ist mit der Amtsübernahme des Abkömmlings aus dem Haus Wittelsbach einverstanden.
- Die Bauarbeiten für den Neubau der Kirche Santa Maria in Traspontina in Rom beginnen. Die alte Kirche ist wegen des Ausbaus der Befestigungsanlagen der Engelsburg 1564 niedergelegt worden. Die Kirche wird erst 1668 vollendet.

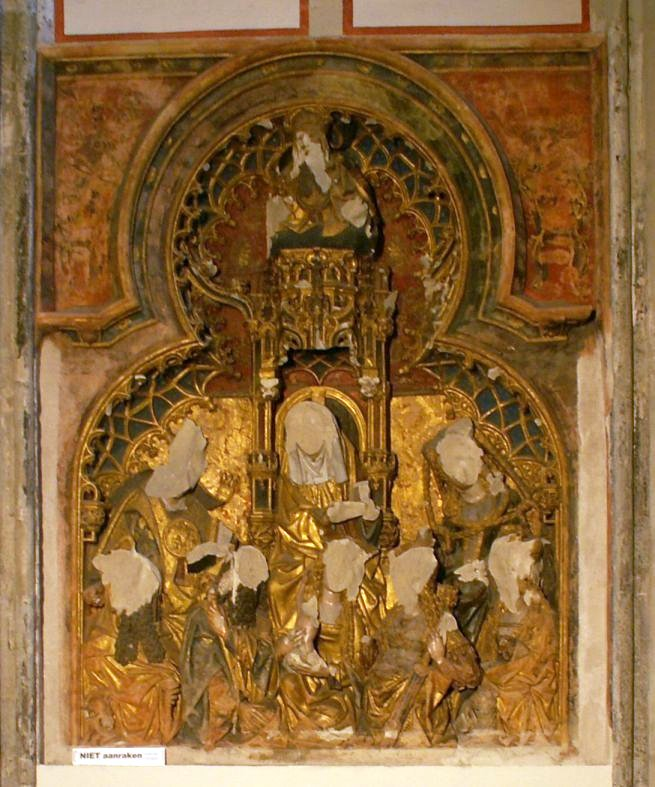
Spuren des Bildersturms im Utrechter Dom

- August: In den Niederlanden kommt es infolge sogenannter Zaunpredigten (Heckenpredigten) zu einem mehrtägigen Bildersturm durch radikale Calvinisten, im Zuge dessen über 400 Kirchen verwüstet werden.

### Katastrophen
- 19. Juli: Nach einem Gefecht mit den Schweden sinkt das lübische Kriegsschiff Morian samt Bürgermeisteradmiral Bartholomeus Tinnappel sowie zwölf weitere dänische und Lübecker Schiffe vor Gotland in einem Sturm, bei dem die Anker nicht gehalten haben. Nach diesem Unglück ist die Flotte der Hansestadt im Dreikronenkrieg nur noch bedingt einsatzfähig.
- Juli: Rhein- und Bodenseehochwasser von 1566: Am Bodensee, am Hochrhein und am Oberrhein werden zahlreiche Städte durch ein Hochwasser überflutet.

## Historische Karten und Ansichten

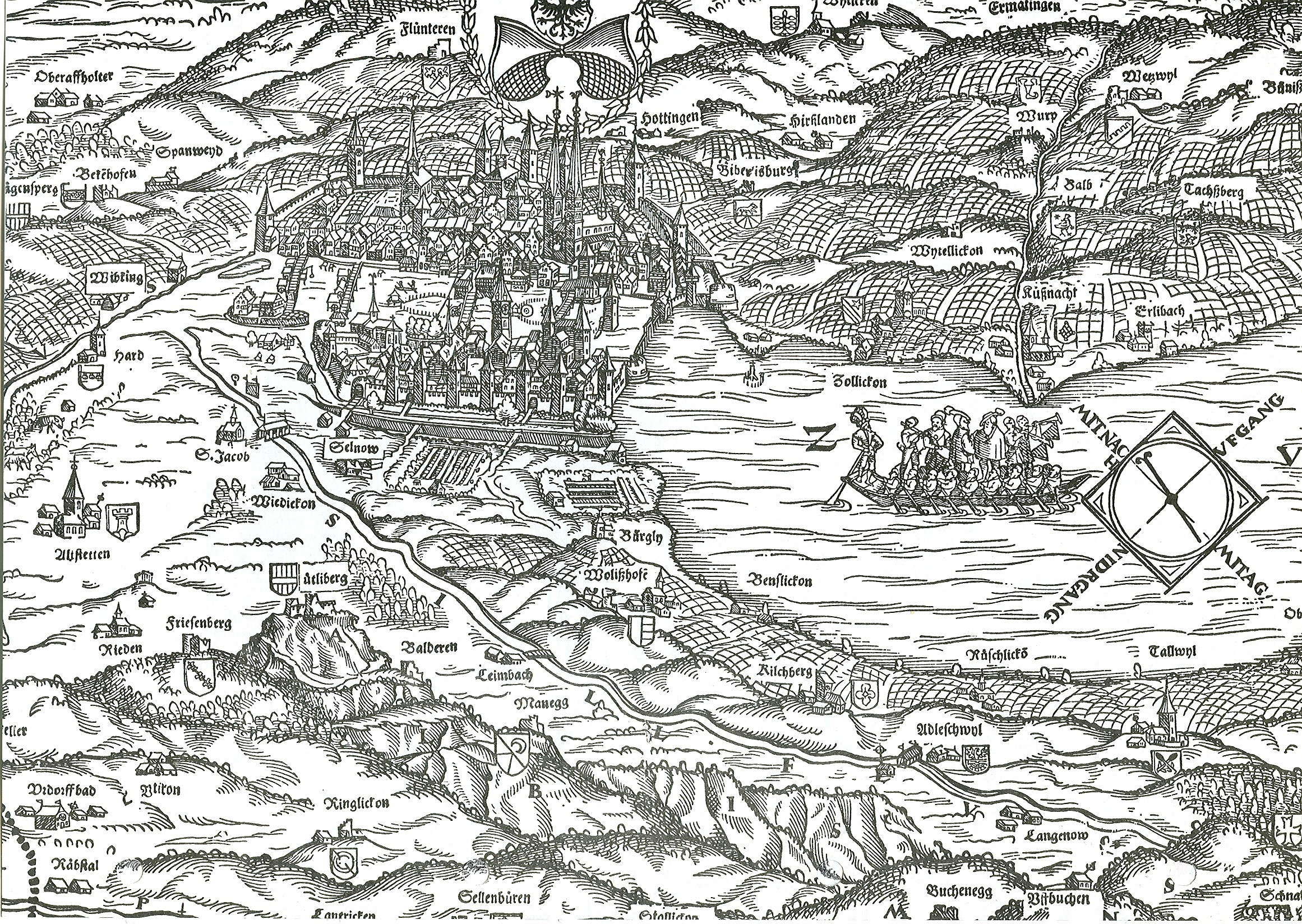
Zürich 1566

## Geboren

### Geburtsdatum gesichert
- 13. Januar: Maria von Braunschweig-Wolfenbüttel, Herzogin von Sachsen-Lauenburg († 1626)
- 01. Februar: Barbe Acarie, französische Karmelitin († 1618)
- 06. Februar: Georg Wecker, war ein deutscher Mediziner und Physiker († 1633)
- 23. Februar: Theodor Adamius, deutscher Jurist und Hochschullehrer († 1613)
- 28. Februar: Francesco Erizzo, 98. Doge von Venedig († 1646)
- 08. März: Carlo Gesualdo, italienischer Fürst und Komponist († 1613)
- 02. April: Maria Magdalena von Pazzi, florentinische Karmelitin, Mystikerin und Heilige der katholischen Kirche († 1607)
- 28. April: Joachim Zehner, Geistlicher und Superintendent in Schleusingen († 1612)
- 26. Mai: Mehmed III., Sultan des Osmanischen Reiches († 1603)

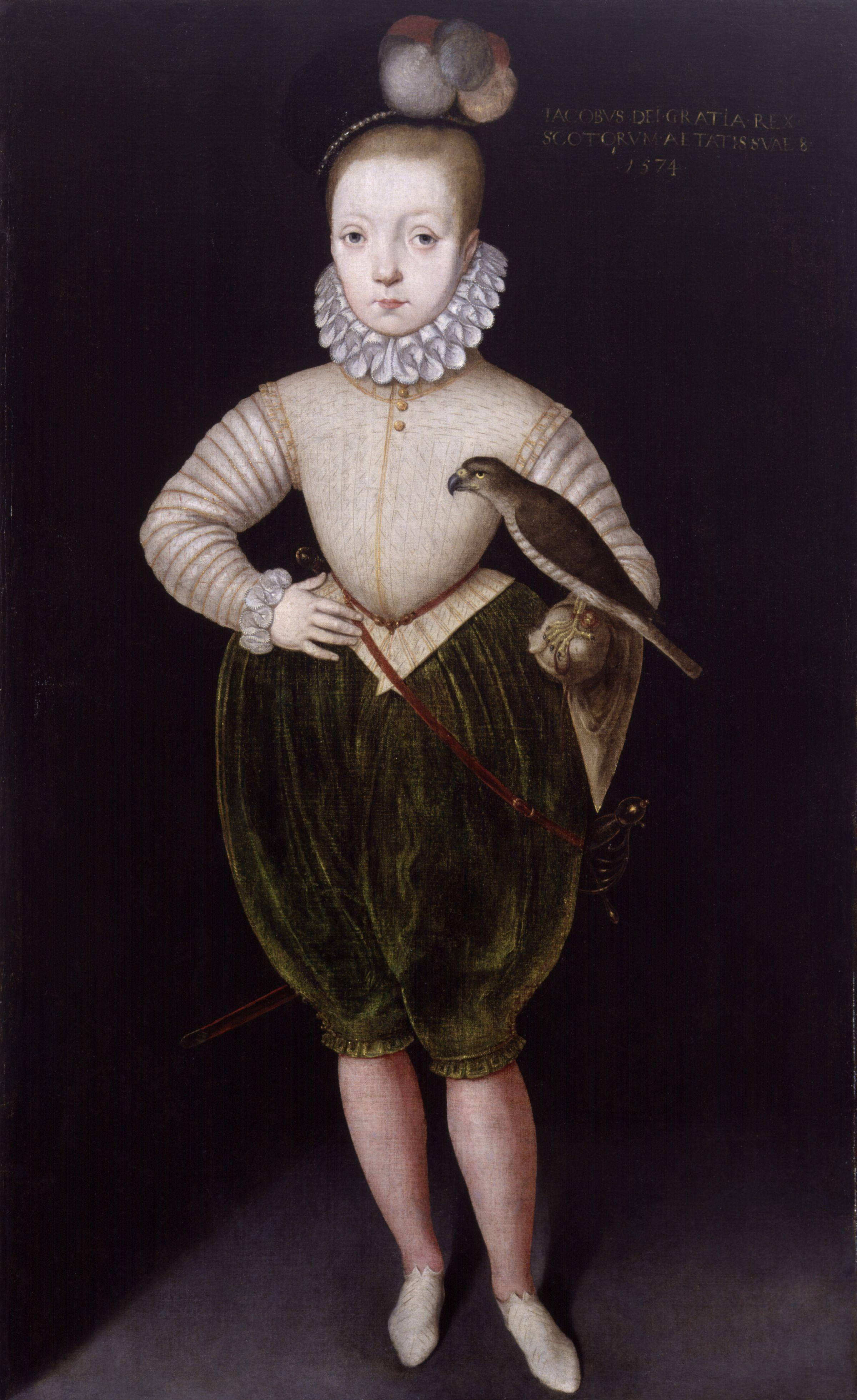
James VI. von Schottland als Knabe, um 1580

- 19. Juni: James I., König von England, als James VI. auch König von Schottland († 1625)
- 20. Juni: Sigismund III. Wasa, König von Polen und Titularkönig von Schweden († 1632)
- 01. Juli: Bartholomäus Anhorn, schweizerischer Pfarrer und Historiker († 1642)
- 04. Juli: Johann Rudolf Rebmann, Schweizer evangelischer Geistlicher, Heimatforscher und Schriftsteller († 1605)
- 09. Juli: Johann Ernst, Herzog von Sachsen-Eisenach († 1638)

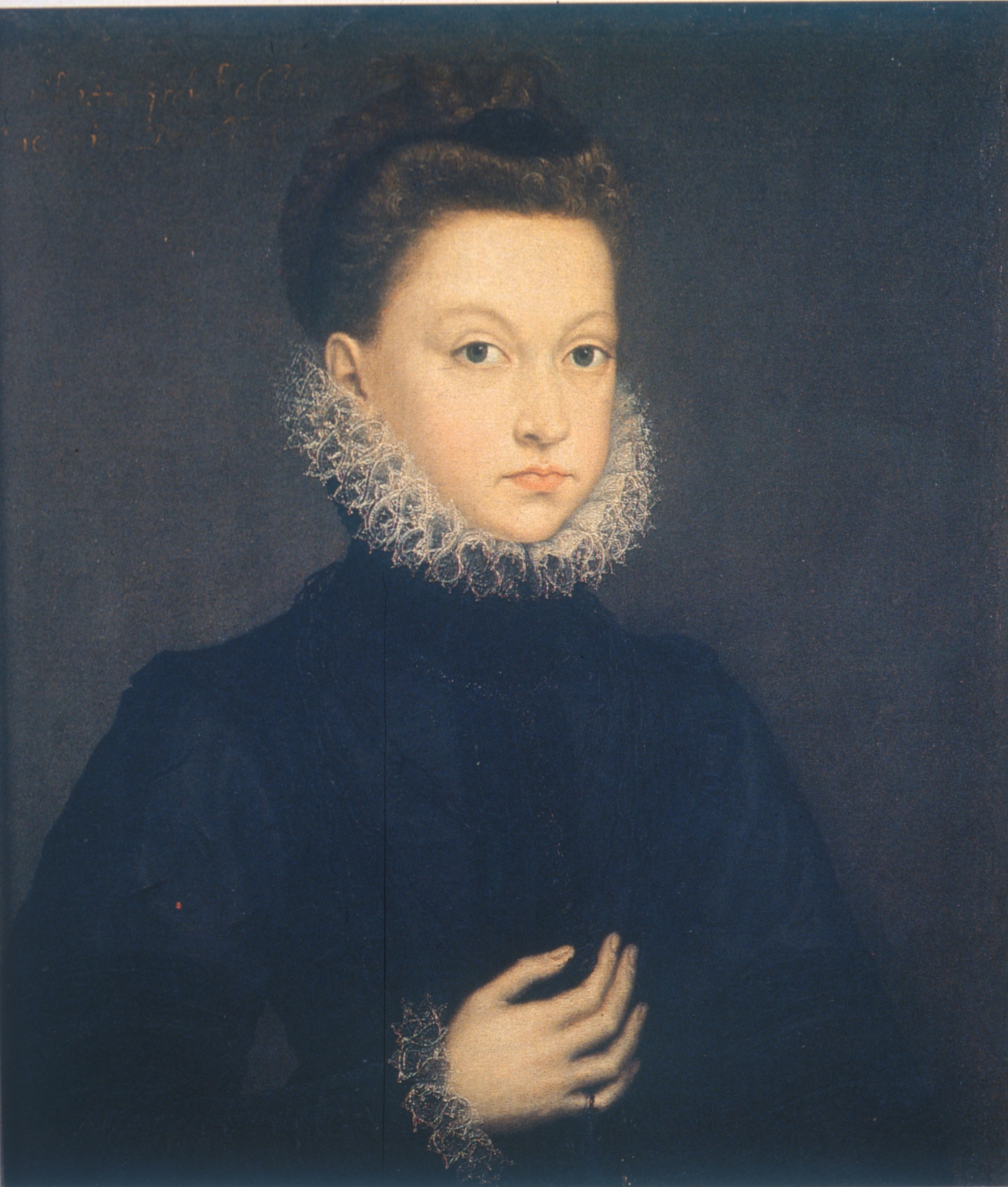
Infantin Isabella Clara Eugenia 1573

- 12. August: Isabella Clara Eugenia, spanische Infantin und Statthalterin der spanischen Niederlande († 1633)
- 27. September: Daniel Colonius der Ältere, niederländischer reformierter Theologe († 1635)
- 28. Oktober: Burkhard von Erlach, Jurist und Hofmarschall († 1640)
- 03. November: Charles de Bourbon, Graf von Soissons und Vizekönig von Neufrankreich († 1612)
- 06. November: Julien Perrichon, französischer Lautenist und Komponist († um 1600)
- 09. November: Christian, Herzog zu Braunschweig und Lüneburg, Fürst von Lüneburg († 1633)
- 01. Dezember: Philipp von Nassau, niederländischer Militär († 1595)
- 27. Dezember: Jan Jessenius, Mediziner, Politiker und Philosoph slowakischer Abstammung († 1621)
- 30. Dezember: Alessandro Piccinini, italienischer Lautenist, Theorbenspieler und Komponist († um 1638)

### Genaues Geburtsdatum unbekannt
- John Budden, englischer Jurist († 1620)
- Pjetër Budi, albanischer Bischof der Diözese Sapa und Sarda († 1622)
- Polyxena von Lobkowicz, böhmisch-mährische Adelige († 1642)

### Geboren um 1566
- William Brewster, Kirchenältester der separatistischen Kongregationalisten an Bord der Mayflower († 1644)

## Gestorben

### Erstes Halbjahr
- 03. Januar: Philipp II. von Nassau-Idstein, Regent von Nassau-Wiesbaden-Idstein (* 1516)
- 06. Januar: Francesco II. Gonzaga, Kardinal der römisch-katholischen Kirche (* 1538)
- 03. Februar: Georg Cassander, deutscher Theologe und Humanist (* 1513)
- 09. März: David Rizzio, italienischer Musiker, Privatsekretär und Günstling von Maria Stuart (* um 1533)
- 13. März: Wolf Bucher, deutscher Großkaufmann und Stadtvogt von Eisleben (* 1497)
- 23. März: Wolfgang, Fürst von Anhalt-Köthen und Reformator (* 1492)
- 28. März: Siegmund von Herberstein, österreichischer kaiserlicher Rat und Gesandter am russischen Hof (* 1486)
- 04. April: Daniele da Volterra, italienischer Maler und Bildhauer (* 1509)
- 18. April: Johann Draconites, deutscher Theologe, humanistischer Philosoph und Reformator (* 1494)
- 22. April: Diana von Poitiers, Gräfin von Saint-Vallier, Herzogin von Étampes und Herzogin von Valentinois, Mätresse Heinrichs II. von Frankreich (* 1499)
- 23. April: Claude de Savoie, Gouverneur und Großseneschall der Provence (* 1507)
- 25. April: Louise Labé, französische Dichterin (* um 1524)
- 28. April: Wigand Orth, deutscher Theologe und Philologe (* 1537)
- 03. Mai: Johannes Lening, deutscher evangelischer Theologe und Reformator (* 1491)
- 08. Mai: Alvise Corner, italienischer Humanist (* 1467 oder 1484)
- 10. Mai: Leonhart Fuchs, deutscher Pflanzenkundler und Mediziner (* 1501)
- 26. Mai: Antonio de Cabezón, spanischer Komponist und Organist (* 1510)
- 31. Mai: Georg Buchholzer, deutscher lutherischer Theologe und Reformator (* um 1503)
- 04. Juni: Matthaeus Collinus, böhmischer Lehrer und Schriftsteller (* 1516)
- 07. Juni: Philipp Gallicius, reformierter Theologe, Kirchenlieddichter und Reformator des Engadins (* 1504)

### Zweites Halbjahr

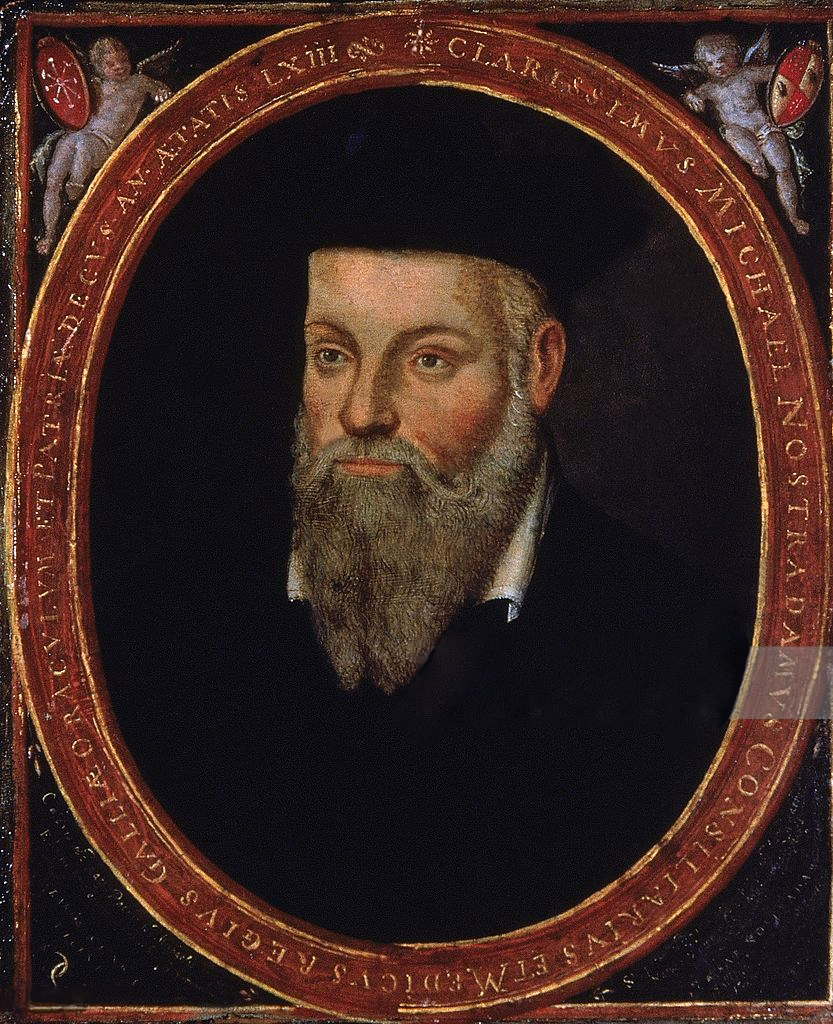
Michel de Nostredame

- 02. Juli: Nostradamus, französischer Apotheker, selbsternannter Arzt und „Sternenfreund“, Verfasser von Prophezeiungen (* 1503)
- 06. Juli: Margarethe von der Saale, zweite Ehefrau des Landgrafen Philipp I. von Hessen (* 1522)
- 18. Juli: Bartolomé de Las Casas, Dominikaner und Jurist in den spanischen Kolonien in Amerika (* 1484)
- 29. Juli: Bartholomeus Tinnappel, Bürgermeister der Hansestadt Lübeck
- 04. August: Christoph von Oldenburg, Graf von Oldenburg, Feldherr (* 1504)
- 04. August: Girolamo della Robbia, italienischer Bildhauer und Architekt (* 1488)
- 10. August: Bartholomaeus Rieseberg, deutscher evangelischer Theologe und Reformator (* 1492)
- 19. August: Elisabeth von Braunschweig-Calenberg, Gräfin von Henneberg-Schleusingen (* 1526)
- 31. August: Ladislaus von Fraunberg-Haag, Graf von Haag (* um 1505)
- 06. September: Ambrosius Schlumpf, Schweizer Politiker und Bürgermeister von St. Gallen (* 1497)

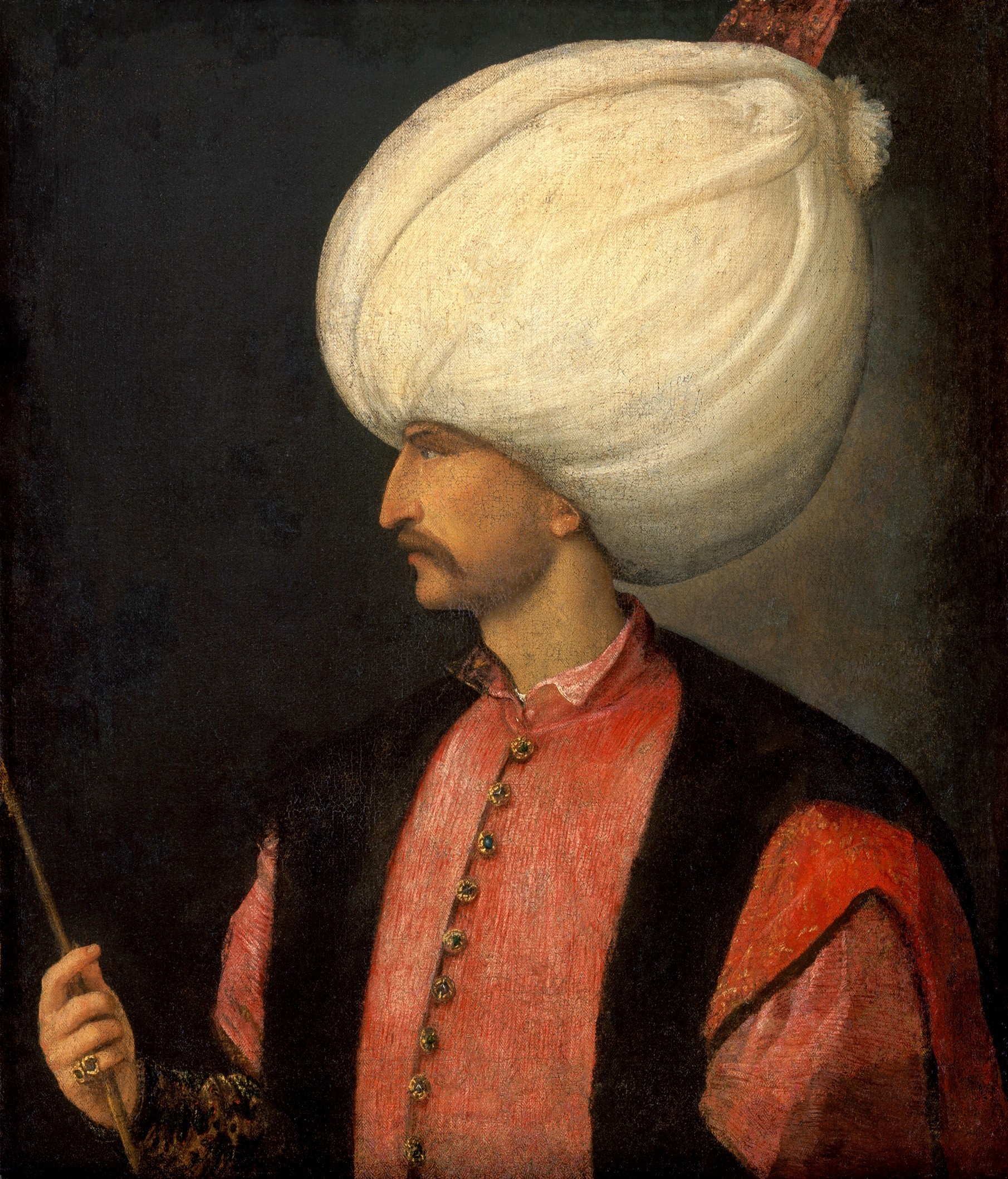
Porträt Süleyman des Prächtigen, Tizian ca. 1530

- 06. September: Süleyman I., Sultan des Osmanischen Reichs (* 1495)
- 08. September: Nikola Šubić Zrinski, Ban von Kroatien, kaiserlicher Feldherr und Held der Belagerung von Szigetvár (* 1508/18)
- 09. September: Claus Horn, schwedischer Admiral und Seeheld (* 1517)
- 17. September: Hieronymus Tilesius, deutscher lutherischer Theologe und Reformator (* 1529)
- 20. September: Giovanni Valentino Gentile, italienischer Humanist und Vertreter des reformatorischen Antitrinitarismus (* um 1520)
- 22. September: Johannes Agricola, deutscher Reformator (* 1494)
- 10. Oktober: Tiberio Crispo, Kardinalbischof von Sabina (* 1498)
- 17. Oktober: Paul Neefe, Tuchhändler, Bürgermeister der Stadt Chemnitz (* 1507)
- 29. Oktober: Jacobus de Dacia, dänischer Franziskaner und Missionar in Mexiko (* um 1484)
- 17. November: Raffaellino del Colle, italienischer Maler (* 1490)
- 21. November: Annibale Caro, italienischer Dichter (* 1507)
- 27. November: Froben Christoph von Zimmern, schwäbischer Adeliger und Chronist (* 1519)
- 29. November: Nikolaus Gromann, Hofbaumeister im Dienste der ernestinischen Wettiner (* um 1500)
- 19. Dezember: Luis Hurtado de Mendoza y Pacheco, Vizekönig von Navarra, Vorsitzender des Indienrates und des Rates von Kastilien (* 1489)

### Gestorben um 1566
- John Halle, englischer Chirurg, Dichter und Autor medizinischer Abhandlungen (* um 1529)